# Casino Royale (1954)
De televisieaflevering Casino Royale was de eerste verfilming van de roman Casino Royale van Ian Fleming. Het boek zou later nog twee keer verfilmd worden.
De aflevering was te zien in de televisieserie Climax! (Climax Mystery Theater), die van 1954 tot 1958 op de Amerikaanse televisiezender CBS te zien was. Hiervoor werd elke keer een thriller verfilmd in de vorm van een toneelstuk. Het optreden werd dan rechtstreeks uitgezonden. Hierom werd het verhaal door Ian Fleming aangepast, zodat het in drie delen kon worden opgevoerd. Ook werden de namen van de personages aangepast en zou de hoofdrolspeler een Amerikaans geheim agent spelen. Felix Leiter werd hernoemd naar Clarence Leiter en was in deze film een Engelsman.

## Rolverdeling
| Acteur           | Personage                 |
| ---------------- | ------------------------- |
| Barry Nelson     | James Bond                |
| Peter Lorre      | Le Chiffre                |
| Michael Pate     | Clarence Leiter           |
| Eugene Borden    | Chef DePartre             |
| Linda Christian  | Valerie Mathis            |
| Jean Del Val     | Croupier (als Jean DeVal) |
| Gene Roth        | Handlanger Le Chiffre     |
| Kurt Katch       | Handlanger Le Chiffre     |
| William Lundigan | Gastheer                  |

## Trivia
- De aflevering werd geproduceerd door Gregory Ratoff. Hij betaalde 1.000 dollar aan Ian Fleming om de rechten voor zijn televisieaflevering te krijgen.
- In de aflevering wordt het spel baccarat uitgelegd.